# 马厂街基督教堂

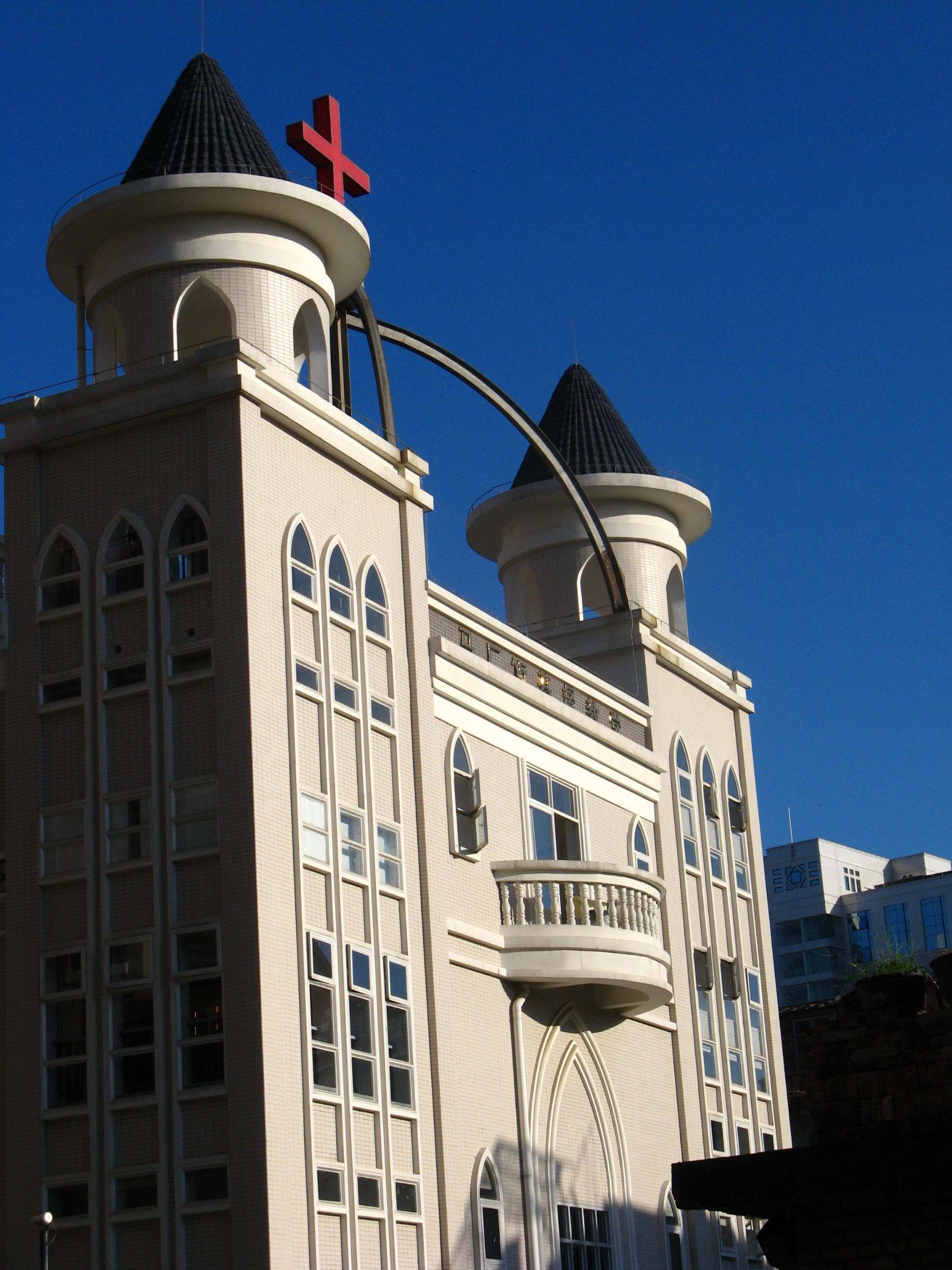
马厂街堂

马厂街基督教堂位于中国福州市仓山区对湖路马厂街，其前身陶园十二间排聚会所是中国第一个地方教会——福州教会的第一个会所，称为马厂街聚会所，创始人为为海军退役军官王载和三一书院学生倪柝声。不久王连俊、陆忠信、缪受训、王峙等人相继加入。

## 歷史
1923年开始正式租用陶园十二间排房屋聚会，称“基督教会堂”。1936年移址球场后信徒家中，改称“基督徒聚会所”。
1955年华侨邱少陵将马厂街私房献给教会，建筑面积约500平方米。由张启珍负责。
1966年文革中关闭。现改名“马厂街基督教堂”重新开放。